# Lindsaea erecta
Lindsaea erecta là một loài dương xỉ trong họ Lindsaeaceae. Loài này được Mirb. mô tả khoa học đầu tiên năm 1803.
Danh pháp khoa học của loài này chưa được làm sáng tỏ. 